# Arbeitsdirektor
Der Arbeitsdirektor ist das mit den Personal- und Sozialangelegenheiten betraute Mitglied des Vorstandes oder der Geschäftsführung eines paritätisch mitbestimmten Unternehmens nach § 33 Mitbestimmungsgesetz oder § 13 Montan-Mitbestimmungsgesetz. 
In der Montanindustrie kann der Arbeitsdirektor nicht gegen die Mehrheit der Stimmen der Arbeitnehmervertreter im Aufsichtsrat bestellt werden. In der Praxis außerhalb der Montanindustrie findet sich oft die Konstellation, nach welcher der Personalchef des Unternehmens zugleich Arbeitsdirektor ist. Dort wird der Arbeitsdirektor als gleichberechtigtes Mitglied in den Vorstand bestellt. Er hat wie alle übrigen Mitglieder des Vorstands seine Entscheidungen in enger Abstimmung mit dem Gremium zu treffen. Die weiteren Details der Zusammenarbeit werden üblicherweise in der Geschäftsordnung geregelt.
Nach der deutschen Mitbestimmungstradition und dem Willen des Gesetzgebers (nicht im Text des Mitbestimmungsgesetzes verankert, aber im Laufe der Gesetzgebung so im Bundestag diskutiert) soll der Arbeitsdirektor die Zuständigkeit für Personal und Soziales haben und vom Vertrauen der Arbeitnehmer des Unternehmens getragen sein. Die Anteilseigner im Aufsichtsrat können den Arbeitsdirektor jedoch auch gegen den Willen der Arbeitnehmer im Aufsichtsrat bestellen (Doppelstimmrecht des Aufsichtsratsvorsitzenden).